# Vor Frelsers Kirke (Vejle)
 For alternative betydninger, se Vor Frelsers Kirke. (Se også artikler, som begynder med Vor Frelsers Kirke)
Vor Frelsers Kirke (Vejle Kommune) er en kirke i Vejle Provsti, Haderslev Stift. Kirken er opført i 1904-07 efter tegninger af Valdemar Koch og fuldført efter Kochs død i 1902 af Johannes Magdahl Nielsen.

## Kirkebygningen
Kirken er en treskibet, hvidkaldet murstensbygning med rødt tegltag, kor og et indbygget svært tårn med spidsgavle og kobberdækket spir. Der er 600 siddepladser.

## Eksterne kilder og henvisninger
- Wikimedia Commons har flere filer relateret til Vor Frelsers Kirke (Vejle)
- Vor Frelsers Kirke Arkiveret 14. september 2011 hos  Wayback Machine hos nordenskirker.dk
- Vor Frelsers Kirke hos KortTilKirken.dk
- Vor Frelsers Kirke hos danmarkskirker.natmus.dk (Danmarks Kirker, Nationalmuseet)